# Okres Liestal
Okres Liestal (německy Bezirk Liestal), je jedním z 5 okresů v kantonu Basilej-venkov ve Švýcarsku. Administrativním centrem okresu je Liestal, který je zároveň hlavním městem kantonu.

## Geografie
Okres Liestal leží uprostřed ostatních čtyř okresů kantonu Basilej-venkov, a proto má centrální polohu. Obce okresu Liestal jsou obecně (stále) počítány jako součást tzv. okresu Oberbaselbiet (stejně jako okresy Waldenburg a Sissach). Okres Liestal sousedí na severu s Německem (zemský okres Lörrach, Bádensko-Württembersko), na severovýchodě s kantonem Aargau (okres Rheinfelden), na východě s okresem Sissach, na jihu s okresem Waldenburg, na západě s kantonem Solothurn (okres Dorneck) a na severozápadě s okresem Arlesheim. Nesousedí pouze s okresem Laufen, který až do počátku 90. let 20. století patřil ke kantonu Bern.
Okres Liestal je po Arlesheimu druhým největším okresem kantonu co do počtu obyvatel.
Obce okresu jsou orientovány na Liestal (Pratteln a Augst, které jsou někdy mylně počítány jako součást oblasti Unterbaselbiet, také na Basilej). Jako hlavní město kantonu je Liestal zároveň nejdůležitějším městem okresu a je také rozlohou zdaleka největší. Od velkého rozmachu (70. léta 20. století) aglomeračních obcí kolem Basileje, k nimž Pratteln stále patří, však žije v Prattelnu více obyvatel, než v Liestalu.

## Seznam obcí
| Znak        | Název obce  | Počet obyvatel (31. 12. 2022) | Rozloha (km²) | Hustota zalidnění (obyv./km²) |
| ----------- | ----------- | ----------------------------- | ------------- | ----------------------------- |
| Arisdorf    | Arisdorf    | 1708                          | 10,00         | 171                           |
| Augst       | Augst       | 1057                          | 1,65          | 641                           |
| Bubendorf   | Bubendorf   | 4439                          | 10,80         | 411                           |
| Frenkendorf | Frenkendorf | 6507                          | 4,59          | 1418                          |
| Füllinsdorf | Füllinsdorf | 4646                          | 4,62          | 1006                          |
| Giebenach   | Giebenach   | 1120                          | 1,34          | 836                           |
| Hersberg    | Hersberg    | 362                           | 1,66          | 218                           |
| Lausen      | Lausen      | 5772                          | 5,57          | 1036                          |
| Liestal     | Liestal     | 15 420                        | 18,18         | 848                           |
| Lupsingen   | Lupsingen   | 1504                          | 3,11          | 484                           |
| Pratteln    | Pratteln    | 16 458                        | 10,71         | 1537                          |
| Ramlinsburg | Ramlinsburg | 744                           | 2,25          | 331                           |
| Seltisberg  | Seltisberg  | 1301                          | 3,56          | 365                           |
| Ziefen      | Ziefen      | 1632                          | 7,82          | 209                           |
| Celkem (14) | Celkem (14) | 62 670                        | 85,86         | 1645                          |